# ウンマ党 (スーダン)
ウンマ党（ウンマとう、アラビア語：حزب الأمة, Hizb al-Umma）は、スーダンの世俗主義イスラム中道派政党。20世紀後半の主要な指導者はサーディク・アル＝マフディーである。

## 沿革
1945年にイスマーイール・アル＝アズハリーen:Ismail al-Azhariによって結成され、スーダン独立運動を主導した。
スーダン独立時の総選挙で圧勝したが、1958年11月イブラーヒーム・アブード将軍にクーデタで政権を奪われた。1961年サーディク・アル＝マフディーが党首就任。1964年のアブード政権崩壊後、1965年4月国民統一党と連立したが、1969年5月モハメド・アン＝ヌメイリがクーデター。1985年4月スワル・エル＝ダハブがヌメイリを逐うと、選挙で勝利して1986年から1989年までマフディ内閣が成立した。世俗主義を掲げるが政権時には第二次スーダン内戦を推進し、シャリーアを維持した。民族イスラム戦線の影響を受けたオマル・アル＝バシール准将のクーデタにより政党が禁止されると一転し、国民民主同盟に加わった。

### 2008年以降
バシール政権の取り込み工作などでムバーラク・アル＝ファーディル・アル＝マフディーなどが分派し、2008年現在5派に分裂しそれぞれが正統性を主張している。そのうちで主流はマフディー内閣時の元内相でサーディク・アル＝マフディーの従兄弟ムバーラク・アル＝ファーディル・アル＝マフディーの改革刷新派である。
別の従兄弟アル＝サーディク・アル＝ハッジ・アル＝マフディー博士は総指導部派で、父親はかつて同様にウンマ党の分派を率いたイマーム・アル＝ハッジ・アル＝マフディーである。総指導部派は国民会議と協力関係にあり、サディク博士はハルツーム州の教育相兼副知事である。アル＝ザハウィ・イブラーヒーム・マリクは2008年2月14日現在の国の情報通信相である。
別の分派、ウンマ連邦党のアフマド・バービキル・ナハールは元教育相、2008年2月14日現在の環境・郊外開発相である。

## 脚註
1. 1 2  "The Government of National Unity (GNU): Ministerial Allocations by Party As of 14 February 2008", UNMIS